# Асанидзе, Георгий Леонидович
Георгий Леонидович Асанидзе (груз. გიორგი ლეონიდის ძე ასანიძე; род. 30 августа 1975 год, Сачхере, Грузинская ССР) — грузинский тяжелоатлет, чемпион Олимпийских игр 2004 года в Афинах и бронзовый призёр Олимпиады 2000 года,чемпион мира(2001) и трёхкратный чемпион Европы (2000, 2001, 2002).

## Карьера
В 2004 году Георгий прервал гегемонию грека Пирроса Димаса в категории до 85 кг, который выигрывал золото на протяжении 3 Олимпиад подряд (1992, 1996 и 2000). 32-летний Димас в Афинах остался третьим.
После победы на Олимпиаде в Афинах в 2004 году Асанидзе был избран в парламент Грузии от Единого национального движения.

## Награды
- Президентский орден «Сияние» (Грузия, 2018)[2]

## Посилання
1. ↑  საქართველოს ბიოგრაფიული ლექსიკონი (груз.) — 2001.
2. ↑  President Margvelashvili Awards Presidential Order of Excellence to Olympic Champions (англ.). president.gov.ge (23 мая 2018). Дата обращения: 12 мая 2019. Архивировано из оригинала 12 мая 2019 года.